# Michel Dekking
Frederik Michel (Michel) Dekking (Amsterdam, 25 augustus 1946) is een Nederlands wiskundige en hoogleraar.

## Biografie
Dekking studeerde in juni 1974 af in de Wiskunde aan de Universiteit van Amsterdam. Hij promoveerde in juni 1980 bij Michael Keane en Wim Vervaat aan de Katholieke Universiteit Nijmegen op het proefschrift Combinatorial and statistical properties of sequences generated by substitutions.
Hij heeft gewerkt van 1975 tot 1977 aan het Centre national de la recherche scientifique (C.N.R.S.) van de Université de Rennes in Frankrijk.
Van 1981 tot zijn emeritaat in 2011 werkte hij aan de Technische Universiteit Delft, sinds juli 1997 als hoogleraar.
Dekking verricht onderzoek op het gebied van de waarschijnlijkheidsrekening, ergodentheorie, combinatoriek en geofysica.

## Werken
1. On repetitions of blocks in binary sequences. J. Combinatorial Theory Ser. A 20 (1976), 292-299.
2. Transcendance du nombre de Thue Morse. C.R. Acad. Sci. Paris Sér. A-B 285 (1977), 157-160.
3. The spectrum of dynamical systems arising from substitutions of constant length. Z. Wahrscheinlichkeitstheorie und verw. Gebiete 41 (1978), 221-239.
4. Mixing properties of substitutions. (met M. Keane). Z. Wahrscheinlichkeitstheorie und verw. Gebiete 42 (1978), 23-33.
5. Strongly non-repetitive sequences and progression-free sets. J. Combinatorial Theory Ser. A 27 (1979), 181-185.
6. Some examples of sequence entropy as an isomorphism invariant. Trans. Amer. Math. Soc. 259 (1980), 167-183.
7. Regularity and irregularity of sequences generated by automata. Sém. Th. Nombres Bordeaux 1979-1980, 901-910.
8. Variations on Peano. Nieuw Arch. Wisk. (3) 28 (1980), 275-281.
9. On the structure of selfgenerating sequences. Sém. Th. Nombres Bordeaux 1980-1981, p. 3101-3106.
10. Uniform distribution modulo one: a geometrical viewpoint. (met M. Mendès France). J. Reine Angew. Math. 329 (1981), 143-153.
11. Replicating superfigures and endomorphisms of free groups. J. Combin. Theory Ser. A 32 (1982), 315-320.
12. Recurrent sets. Advances in Math. 44 (1982), 78-104.
13. On transience and recurrence of generalized random walks. Z. Wahrsch. verw. Geb. 61 (1982), 459-465.
14. Folds! (met M. Mendès France and A. v.d. Poorten). Math. Intelligencer 4 (1982), 130-138, 173-181, 190-195.
15. Iterated morphisms, fractals and generalized random walks. In: Fête des Mots. Acte des Journées, Rouen 7-8 Juin 1982. GRECO de Programmation du C.N.R.S. 1983, pag. 4-16.
16. Pentagon Tilings. Nieuw Arch. Wisk. (4), 1 (1983), 63-69.
17. Recurrent sets: a fractal formalism. Report 82-32. Dept. of Math. and Inform. Delft, 1982.
18. On the distribution of digits in arithmetic sequences. Sém. Theorie Nombres Bordeaux 1982-1983, 3201-3212.
19. Fourier coding and reconstruction of complicated contours. (met P.J. van Otterloo). IEEE Trans. Syst.,Man, Cybern. vol. SMC 16, (1986), p. 395-404.
20. Structures récurrentes. In: Concrétisations de la Mathématiques. Projets pour la Villette. (Ed: J.M. Kantor). Paris, 1986, p. 79-85.
21. Constructions de fractals et problèmes de dimension. In: Fractals. Dimensions non-entières et applications. (Ed: G. Cherbit) Masson, Paris, 1987, p. 132-150.
22. Subcritical branching processes in a two-state random environment, and a percolation problem on trees. J. Appl. Prob. 24 (1987), 798-808.
23. On the survival probability of a branching process in a finite state i.i.d. environment. Stoch. Proc. Appl. 27 (1988), 151-157.
24. Superbranching processes and projections of random Cantor sets (met G.J. Grimmett). Prob. Th. Rel. Fields 78 (1988), 335-355.
25. On the probability of occurrence of labelled subtrees of a randomly labelled tree. Theoretical Computer Science 65 (1989), 149-152.
26. Critical phenomena for random Cantor sets. Sém Théorie Nomb. Bordeaux 1987-1988, 2301-2308.
27. Branching processes that grow faster than binary splitting. Amer. Math. Monthly 98 (1991), 728-731.
28. A nonlinear evolution with travelling waves. Number Theory and Physics. (Eds: J.M. Luck, P. Moussa, M. Waldschmidt). Springer Lect. Notes in Physics 47 (1990), 204-208.
29. On the structure of Mandelbrot's percolation process and other random Cantor sets (met R.W.J. Meester). J. Statist. Phys. 58 (1990), 1109-1125.
30. On family trees and subtrees of simple branching processes (met A.G. Pakes). J. Theoret. Probab. 4 (1991), 353-369.
31. Substitutions, branching processes and fractal sets. Proceedings of the NATO ASI on Fractal Geometry and Analysis, Montréal, July 1989, (Eds.: J. Bélair, S. Dubuc) Kluwer Acad. Publ. Dordrecht, Boston, London, 1991, 99-119.
32. Limit distributions for minimal displacement of branching random walks (met B. Host). J. Prob. Th. Rel. Fields 90 (1991), 403-426.
33. Iteration of maps by an automaton. Discrete Math. 126 (1994), 81-86.
34. Marches automatiques. J. Théor. Nombres Bordeaux 5 (1993), 93-100.
35. On the Thue-Morse measure. Acta Univ. Carolin.-Math. Phys. 33 (1992), 35-40.
36. Fractal image coding techniques and contraction operators (met T. Bedford and M.S. Keane). Nieuw Arch. Wisk. (4) 10 (1992), 185-217.
37. Fractal coding of monochrome images (met T. Bedford, M. Breeuwer, M.S. Keane and D. van Schooneveld). Signal Processing: Image Communication 6 (1994), 405-419.
38. Deterministic growth-dispersal models and branching random walk. J. Math. Anal. Appl. 192 (1995), 529-538.
39. Fibonacci-chain as a periodic chain with discommensurations (met Zh. Y. Wen and T. Janssen). J. Phys. A: Math. Gen. 27 (1994), 1691-1702.
40. Random and automatic walks. In: Beyond Quasicrystals (Eds: F. Axel and D. Gratias), Les Editions de Physique and Springer, Berlin, 1995, p. 415-432.
41. On the shape of the wavefront of branching random walk (met E.R. Speer). In: Classical and Modern Branching Processes, (Eds. K.B.Athreya and P. Jagers), IMA Volumes in Mathematics and its Applications Vol.84, Springer, New York, 1997, 73-88.
42. An inequality for pairs of martingales and its application to fractal image coding. J.Appl.Prob. 33 (1996), 968-973.
43. Quadtrees, Mandelbrot percolation and the modelling of random sets. Fractals 3 (1995), 777-784.
44. Boundedness of oriented walks generated by substitutions (met Z.-Y. Wen), J. Théor. Nombres Bordeaux 8 (1996), 377-386.
45. Simulation of rough elastic contacts (met J.J. Kalker and E.A.H. Vollebregt). J. Appl. Mechanics 64 (1997), 361-368.
46. Fractal image coding: some mathematical remarks on its limits and its prospects In: Fractal image coding and analysis (Trondheim, Norway, 1995), 117-132, NATO Adv.Sci.Inst.Ser.F, 159,(Ed.: Y. Fisher), Springer Verlag, Berlin, 1998.
47. A self similar tiling of Euclidean space by two shapes in two sizes. J.Phys. A: Math.Gen. 29 (1996), 2123-2126.
48. What is the long range order in the Kolakoski sequence? The mathematics of long-range aperiodic order (Waterloo, ON, 1995), 115-125, NATO Adv. Sci. Inst. Ser. C Math. Phys. Sci., 489, (Eds.: R.V.Moody and J.Patera), Kluwer Acad. Publ., Dordrecht, 1997.
49. The fractal geometry of random Cantor sets. In: Proc. of the Topology and Geometry Research Center, Vol. 7 (1996) (Eds.: I.B. Jung and S. Lee), Kyungpook National Univ., Taegu, Korea, 39-61.
50. Binary images and tree-indexed Markov chains (met C. Kraaikamp and J.G. Schouten), Rev. Roumaine Math. Pures Appl. 44 (1999), 181-188.
51. Fractal percolation with neighbour interaction (met R.M. Burton, T. Coffey and K. Hyman). In: Fractals in Engineering (Eds.: J.Lévy-Véhel, E. Lutton and C. Tricot), Springer, Berlin etc., 1997, 106-114.
52. Convergence of Branching Cellular Automata (met P. van der Wal). In: Fractals and Beyond. Complexities in the Sciences., (Ed.: M.M. Novak), World Scientific, Singapore, 1998, 195-200.
53. Synthesis and simulation of digital images by tree-indexed Markov chains(met C Kraaikamp, A.M. Elfeki and J. Bruining). In: T.J. Schulz, P.S. Idell (eds.); Digital image recovery and synthesis IV (Proceedings of SPIE 3815). SPIE Conference on Digital Image Recovery and Synthesis(Denver, July 1999), International Society for Optical Engineering, Bellingham, 1999, 227-238.
54. A short introduction to ergodic theory and its applications. In: From quasicrystals to more complex systems (Eds: F.Axel, F.Denoyer, J.P.Gazeau), Springer, Berlin & EDP Sciences Les Ulis, 2000, 273-289.
55. Fractal percolation and branching cellular automata (met P. van der Wal), J. Prob. Th. Rel. Fields 120 (2001), 255-276.
56. A Markov chain model for subsurface characterization: theory and applications (met A. Elfeki), Mathematical Geology, 33 (2001), 569-589.
57. Stochastic modeling of subsurface structures by means of multiscale Gaussian random fields (met W.X. Li), 1999, submitted.
58. Multiscale and multiresolution stochastic modeling of subsurface heterogeneity by treeindexed Markov chains (met A.Elfeki, C. Kraaikamp and J. Bruining), Computational Geosciences 5 (2001), 47-60.
59. The dimension of subsets of Moran sets determined by the success behaviour of their codings (met W.X. Li), Monatsh.Math. 131 (2000), 309-320.
60. On the node structure of binary search trees (met S. de Graaf and L.E.Meester), in: Mathematics and Computer Science. Algorithms, trees, combinatorics and probabilities. Edited by Daniele Gardy and Abdelkader Mokkadem. Trends in Mathematics. Birkhauser Verlag, Basel, 2000, p.31-40. ISBN 3-7643-6430-0.
61. The boundary of an attractor of a recurrent iterated function system (met P.van der Wal), Fractals 10 (2002), 77-89.
62. Influence of fine-scale heterogeneity patterns on large-scale behaviour of miscible transport in porous media (met A.Elfeki, J. Bruining, and C. Kraaikamp), 2000, Proceedings of Ecmor VII. An extended version appeared in Petroleum Geoscience 8 (2002), 159-165.
63. Non-differentiability of devil's staircases and dimension of subsets of Moran sets (met WenXia Li and DongMei Xiao), Math. Proc. Camb. Phil. Soc. 133 (2002), 345-355.
64. How smooth is a devil's staircase? (met WenXia Li), Fractals 11 (2003), 101-107.
65. Uniform distribution modulo one and binary search trees (met P. van der Wal), J.Theorie Nombres Bordeaux 14 (2002), 415-424.
66. An almost sure result for path lengths in binary search trees (met L.E.Meester), Adv. Appl.Prob. 35 (2003), 363-376.
67. Which AB0-matching rule should be the decisive factor in the choice between a highly urgent and an elective patient? (met J. de Meester, M. Bogers, H. de Winter, J. Smits, L. Meester, et al.), Transplant International 15 (2002), 431-435.
68. Hausdorff dimension of subsets of Moran fractals with prescribed group frequency of their codings (met WenXia Li), Nonlinearity 16 (2003), 187-199.
69. Chararacterization of Subsurface Heterogeneity: Integration of Soft and Hard Information Using the Multidimensional Coupled Markov Chain Approach, E.Park, A.Elfeki, M.Dekking. In: Chin-Fu Tsang and Apps, Jon A. (Eds.), Proceedings of the Second international symposium on Underground Injection Science and Technology, Lawrence Berkeley National Laboratory, Berkeley, California (2003), 1-8.
70. Modelling subsurface heterogeneity by coupled Markov chains: directional dependency, Walther's law and entropy, (met A.Elfeki), Geotechnical and Geological Engineering, 23 (2005), 721 - 756.
71. Reliability assessment of groundwater monitoring networks at landfill sites (met N.B. Yenigul, A.M.M. Elfeki, J.C. Gehrels, C.v.d. Akker, A.T. Hensbergen), Journal of Hydrology 308 (2005), 1-17.
72. A Modern Introduction to Probability and Statistics. Understanding Why and How, (textbook) 2005, Springer Texts in Statistics (met C. Kraaikamp, H.P. Lopuhaä & L.E. Meester).
73. Fractales aléatoires, turbulence, galaxies, Cantors. In: L'irruption des géométries fractales dans les sciences. Paris: Académie Européene Interdisciplinaire des Sciences (2006), 135-146.
74. On random walks in random scenery (met P.Liardet). In "Dynamics and Stochastics" (Eds. E.Verbitskiy, D.Denteneer and F. den Hollander). IMS Lecture Notes Monograph Series 48, Baltimore USA: Institute for Mathematical Statistics (2006), 47-52.
75. On the size of the algebraic difference of two random Cantor sets (met K. Simon). Random Structures and Algorithms 32 (2008), 205-222) .
76. Optimizing groundwater monitoring systems for landfills with random leaks under heterogeneous subsurface conditions (met N.B. Yenigul, A.M.M. Elfeki and C.v.d.Akker), Hydrogeology Journal 21 (2013), 1761-1772.
77. Understanding the non-Gaussian nature of linear reactive solute transport in 1D and 2D. From particle dynamics to the partial differential equations. (met Gerard Uffink, Amro Elfeki, Johannes Bruining and Cor Kraaikamp), Transport in Porous Media 91 (2012), 574-571.
78. Reducing Geological Uncertainty by Conditioning on Boreholes: the Coupled Markov Chain Approach (met Amro Elfeki), Hydrogeology Journal, 15:8 (2007), 1439-1455.
79. Detection of contaminant plumes released from landfills (met N.B. Yenigül, A.M.M. Elfeki and A.T.Hensbergen). Environ. Earth Sci. 64 (2011), 21272140.
80. Stability in one-dimensional random Boolean automata (met L.van Driel and A.Fey). Journal of Cellular Automata 5, (2010), 333-351.
81. A problem with the assessment of an iris identification system (met A.T. Hensbergen). Siam Review 51, No. 2 (2009), 417-422.
82. Subsurface characterization using a cellular automaton approach (met H.M. Schuttelaars and C. Berentsen). Mathematical Geosciences 41 (2009), 491-508.
83. Differences of Random Cantor Sets and the Lower Spectral Radius (met Bram Kuijvenhoven). Journal of the European Mathematical Society 13 (2011), 733-760.
84. The algebraic difference of two random Cantor sets: the Larsson family (met Károly Simon and Balázs Székely). Annals of Probability 39 (2011), 549-586 .
85. Random Cantor Sets and their projections. In: Fractal Geometry and Stochastics IV, Bandt, Christoph; Morters, Peter; Zähle, Martina (Eds.), Birkhäuser Verlag Basel/Switzerland, Progress in Probability, Vol. 61 (2009) 269-284.
86. Correlated fractal percolation and the Palis conjecture (met Henk Don). Journal of Statistical Physics, 139 (2010), 307-325.
87. Paperfolding morphisms, plane_lling curves, and fractal tiles, Theor. Comput. Sci. 414 (2012), 20-37.
88. Multimodality of the Markov binomial distribution (met DeRong Kong), J. of Appl. Prob. 48 (2011), 938-953.
89. A simple stochastic reactive transport model (met DeRong Kong), Adv. Appl. Prob. 44 (2012), 874-885.
90. Intersections of homogeneous Cantor sets and beta-expansions (met DeRong Kong and WenXia Li), Nonlinearity, 23 (2010), 2815-2834.
91. Plumes in kinetic transport: how the simple random walk can be too simple (met DeRong Kong and Annegreet van Opbroek), Stochastic Models 28 (2012), 635-648.
92. Polymetric brick wall patterns and two-dimensional substitutions, J. Integer Sequences 16 (2013), Article 13.2.4., 9 pages.
93. On the structure of ThueMorse subwords, with an application to dynamical systems, Theor. Comput. Sci. 550 (2014), 107-112.
94. Helge von Koch's Snowake Curve Revisited (met E.W. Dekking), Amer.Math.Monthly 123, (2016), 181-184.
95. Morphisms, Symbolic Sequences, and Their Standard Forms, J. Integer Sequences 19 (2016), Article 16.1.1, 8 pages.
96. Topological conjugacy of constant length substitution dynamical systems (met Ethan M. Coven and Michael S. Keane), Indag. Math. 28 (2017) 91-107.

- Bibsys: 99041863
- CiNii: DA17451456
- DBLP: 50/2959
- Gemeinsame Normdatei: 120980746
- International Standard Name Identifier: 0000 0000 3398 4668
- Library of Congress Control Number: n99029006
- Mathematics Genealogy Project: 74508
- NARCIS: PRS1236454
- Nationale Bibliotheek van Tsjechië: osd20181007038
- Nationale Bibliotheek van Israël: 987007426425605171
- Nederlandse Thesaurus van Auteursnamen: 06838405X
- Réseau des bibliothèques de Suisse occidentale: 02-A012019244
- Système universitaire de documentation: 124000762
- Virtual International Authority File: 59928959
- WorldCat: E39PBJgMtwJKKtx9V8k6YFRqcP